# قشلاق باباش السفلي (مقاطعة بيله سوار)
قشلاق باباش السفلی (بالفارسية: قشلاق باباش سفلی) هي منطقة سكنية تقع في إيران في أردبيل. يقدر عدد سكانها بـ 97 نسمة .